# Geraci Siculo
« Geraci » redirige ici. Pour les autres significations, voir Geraci (homonymie).
Geraci Siculo (Jiraci en sicilien) est une commune italienne de la province de Palerme, dans la région Sicile, en Italie.

## Géographie
La commune est située sur le territoire du parc naturel régional des Madonie.
Histoire féodale : cf. l'article Contea di Geraci.

## Administration
| Période                                  | Période | Identité | Étiquette | Qualité |
| ---------------------------------------- | ------- | -------- | --------- | ------- |
|                                          |         |          |           |         |
| Les données manquantes sont à compléter. |         |          |           |         |

### Communes limitrophes
Castel di Lucio, Castelbuono, Gangi, Nicosia, Petralia Soprana, Petralia Sottana, San Mauro Castelverde